# Euscelus guirensis
Euscelus guirensis es una especie de coleóptero de la familia Attelabidae.

## Distribución geográfica
Habita en Cuba.